# پالیه‌تا
پالیه‌تا (به ایتالیایی: Paglieta) یک کومونه در ایتالیا است که در استان کییتی واقع شده‌است. پالیه‌تا ۳۴٫۱۸ کیلومتر مربع مساحت و ۴٬۵۴۵ نفر جمعیت دارد و ۲۳۵ متر بالاتر از سطح دریا واقع شده‌است.